# Christopher Heyerdahl
Christopher Heyerdahl (Columbia Británica; 18 de septiembre de 1963) es un actor canadiense de teatro, cine y televisión.

## Biografía
Christopher nació en las montañas de la Columbia Británica en Canadá, de padre noruego y madre escocesa. El explorador noruego Thor Heyerdahl era el primo de su padre.
Buen jugador de hockey, estuvo a punto de jugar en los Ottawa Senators.

## Carrera

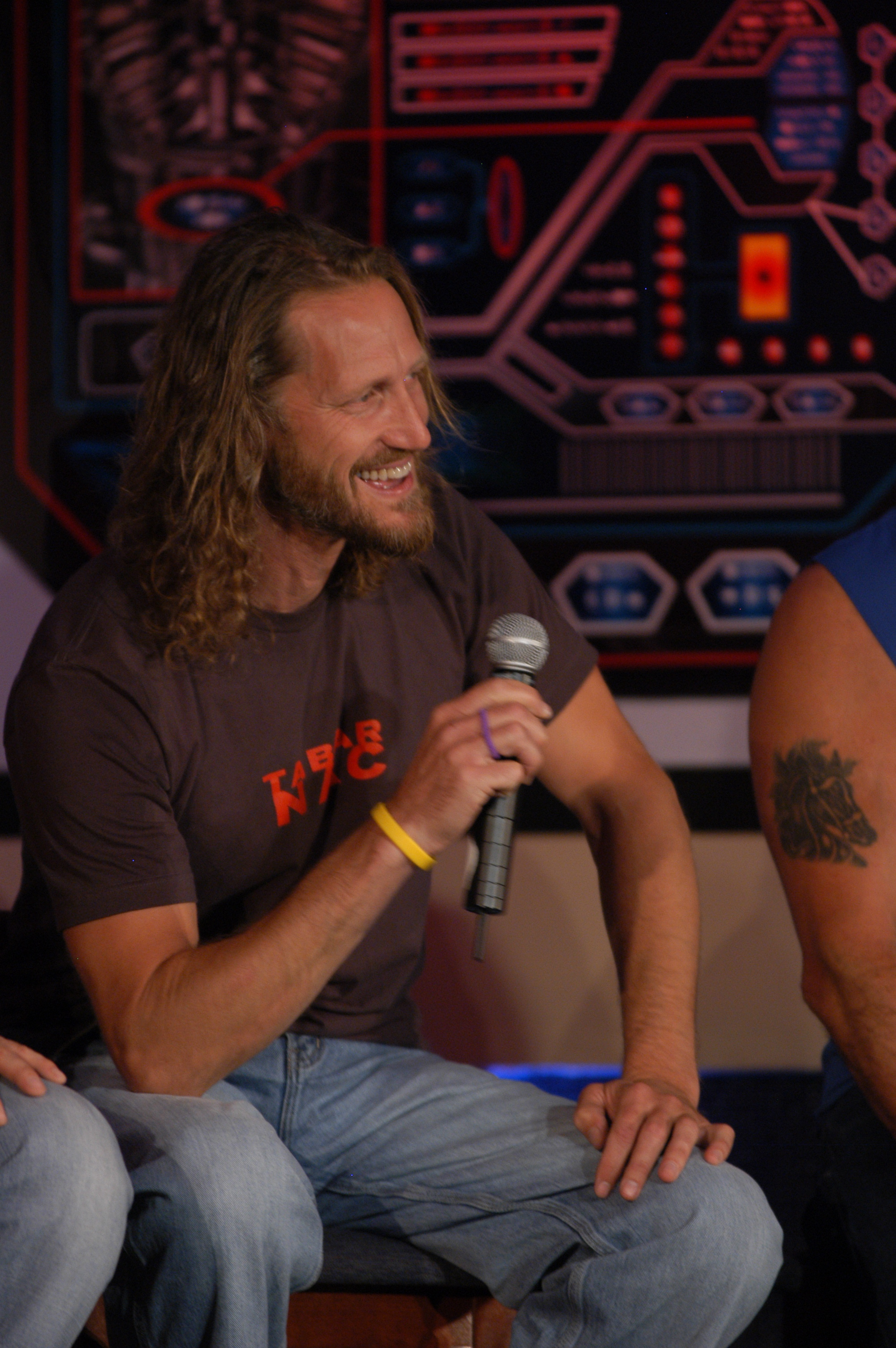
Heyerdahl en la GateCon 2005

Actúa usualmente en obras teatrales, series de televisión y pequeños papeles en cine. Incluso en la radio y el doblaje, gracias a su potente voz.
Trabajó varios años en el Festival de Stratford de Canadá en Ontario, siendo miembro de una compañía teatral llamada Pigeons International.
Heyerdahl ha aparecido en series como ¿Le temes a la oscuridad?, John Doe, Smallville, Supernatural, Stargate SG-1 o Kingdom Hospital y en pequeños papeles en películas como Pequeño cherokee (1997), Las crónicas de Riddick, Blade: Trinity o Catwoman. 
Interpretó al novelista H.P. Lovecraft en la miniserie Out of Mind: The Stories of H.P. Lovecraft. 
Sin embargo, su mayor éxito lo ha consiguió con la serie Stargate Atlantis en la que interpretaba al Wraith Todd y también a Halling.
En el 2000 interpretó al director de la Oficina Central de Seguridad del Reich (RSHA) y general de las SS Ernst Kaltenbrunner, en el docudrama Núremberg.
Entre 2008 y 2011, formó parte del reparto habitual de la serie Sanctuary protagonizada por Amanda Tapping, en la que interpreba dos papeles regulares. 
En el 2009 interpreta a Alasteir, junto a los hermanos Winchester, en la cuarta temporada de Supernatural. También interpretó a Marco, uno de los personajes de importancia en la secuela de la película Crepúsculo titulada The Twilight Saga: New Moon: Marcus es un Volturi, los vampiros italianos, que dan normas y reglas sobre cómo comportarse en el mundo humano sin delatar su presencia.
En 2011, interpreta un rol recurrente en la serie de televisión de la cadena AMC Hell on Wheels. 
En 2013 realizó una aparición en el episodio 16 de la temporada 5 de la serie de televisión Castle donde interpretó al Experto Assesino Frances Jacque Henri
En 2015 realizó una aparición en el episodio de final de temporada de la serie de televisión Arrow donde interpretó al asistente de Damien Darhk. 
Entre 2016 y 2017 interpretó a Sam en la serie Van Helsing.